# Karisilla oja
Karisilla oja este o arie protejată (arie specială de conservare — SAC, sit de importanță comunitară — SCI) din Estonia întinsă pe o suprafață de 10,7 ha, integral pe uscat.

## Localizare
Centrul sitului Karisilla oja este situat la coordonatele 57°59′34″N 27°35′55″E / 57.9929°N 27.5986°E.

## Înființare
Situl Karisilla oja a fost declarat sit de importanță comunitară în aprilie 2004 pentru a proteja 1 specie de animale. Situl a fost protejat și ca arie specială de conservare în iulie 2005.

## Biodiversitate
Situată în ecoregiunea boreală, aria protejată conține 1 habitat natural: Cursuri de apă de la nivel de câmpie la nivel montan, cu vegetație Ranunculion fluitantis și Callitricho-Batrachion.
La baza desemnării sitului se află o specie protejată de  pești: țipar (Misgurnus fossilis).